# 路布爾核能發電廠
路布爾核能發電廠是一座位於孟加拉、發電量達2400MWe的核能發電廠。這座核能發電廠位於拉傑沙希專區的路布爾，並可以吸取博多河的河水作為冷卻之用。這座核能發電廠也是孟加拉第一座核能發電廠，會有兩個發電機模組，預計到2023年兩座機組會正式商業運轉，技術來源為俄羅斯國家原子能公司 。

## 歷史
東巴基斯坦開始考慮建設核能發電廠始於1961年，東巴基斯坦當局也規劃了 254英畝（103公頃）的土地準備建造，並在1963年提出建設案件，在1964~1966年之間與瑞典、挪威、加拿大政府接洽建造事宜。然而沒有任何實質建設在進行。1971年孟加拉獨立後，政府當局開始與蘇聯進行接洽，不過雙方並沒有達成共識
直到2009年孟加拉政府與俄羅斯政府展開新一輪的合作計劃，在2月13日簽署核能發電廠的備忘錄。俄羅斯國家原子能公司也承諾核能發電廠將在2013年開始動工。
不過到了2013年，一群孟加拉的科學家與全球群眾對於核能發電廠的安全疑慮、對於是否能帶來更好的經濟效益也存疑，其中幾個問題包括地點不恰當、VVER-1000核反應爐相當陳舊、核廢料的後續處理、資金面的來源等。整個核能發電廠的計畫被推遲到2015年，最終俄羅斯國家原子能公司提出2座VVER-1200核反應爐，可以產生2400MWe的發電量。
2015年12月的每日星報報導說需要花費130億美元才能建成核能發電廠，如果早些年建造可能只需要40億美元。國際透明組織2015年12月28日報告也道出孟加拉當局對於核能發電廠的安全性表示擔憂，另外俄羅斯的環境保護主義者也認為俄羅斯的核反應爐並不安全。
2016年，核能發電廠的地基準備工作開始進行，建造費用達126.5億美元，其中90%都是由俄羅斯政府借貸給孟加拉政府，預計2023~2024年之間會建造完成。俄羅斯國家原子能公司也會協助核能發電廠第一年的運作，之後才給予孟加拉接手，核燃料棒的部分也由俄羅斯全權負責。
2017年11月4日，孟加拉國原子能委員會從孟加拉國原子能管理局獲得了1號機的設計和施工許可證，為孟加拉第一座核能發電廠建立第一個里程碑。
俄羅斯在2022年入侵烏克蘭意味著國際制裁以及對俄羅斯資本和人員流動的限制，但俄羅斯路布爾核能發電廠的工作未受到影響。2023年10月，發電廠收到了第一批鈾，標誌著該計畫的里程碑。

## 計畫的核電廠機組
| 機組      | 機型          | 發電機容量 | 建造年分 | 運轉年分 | 備註   |
| --------- | ------------- | ---------- | -------- | -------- | ------ |
| Rooppur 1 | VVER-1200/523 | 1200 MWe   | 2017年   | 2024年   | [ 19 ] |
| Rooppur 2 | VVER-1200/523 | 1200 MWe   | 2018年   | 2025年   | [ 20 ] |